# Paschal de L'Estocart
Paschal de L’Estocart, né à Noyon vers 1537-1538 et mort après 1587, est un compositeur actif à Lyon, Genève, Bâle, et peut-être en Normandie durant la seconde moitié du XVIe siècle.

## Biographie

### Noyon, Lyon et l’Italie?
Né à Noyon vers 1537-1538, il est fils de noble Jehan de L’Estoquart, écuyer sieur de Tilly, localité proche de Saint-Quentin en Picardie.
En 1559, Paschal de L’Estocart est à Lyon, « escholier » (c’est-à-dire étudiant) et au service (peut-être secrétaire) d’un certain Claude de Nagu, chevalier de l’Ordre de Saint-Jean de Jérusalem. Il est partie prenante d’une querelle survenue le 17 décembre de cette année à l’octroi du pont du Rhône, pendant laquelle il blesse avec sa dague Claude Ballet, commis à la recette des deniers du droit de barrage. Celui-ci meurt quelques jours après et L’Estocart est emprisonné, condamné à mort, gracié par le roi (9 mars 1560) et finalement condamné à une peine mineure.
Le 17 février 1565, « noble Paschal de L’Estocart  fils de feu noble Jehan de  L’Estoquart » se marie en communauté de biens avec Claudine Bernardine Guigue, issue d’une famille originaire de Challonges près de Seyssel en Savoie et bien implantée à Lyon. On ne sait rien de leur descendance, ni d’ailleurs des occupations de Paschal à cette époque.
Entre 1565 et 1581 on ne sait rien de précis sur sa vie, tout au plus peut-on supposer qu’il a fait un ou plusieurs voyages en Italie, puisqu’il évoque, dans la dédicace de ses Octonaires, son « dernier retour d’Italie pour entrer en France » après lequel il se remit à composer « combien que j’eusse discontinué un tel exercice l’espace de plusieurs années, ayant esté employé à autres affaires ». Ceci laisse évidemment supposer que dans les années 1570 la musique n’a pas été son métier principal. Était-il marchand ? Chargé d’affaires d’une maison de commerce ? D’autres exemples d’une telle situation existent dans la métropole marchande de Lyon.

### Bâle et Genève
Sa trace se retrouve entre 1581 et 1583, entre Bâle et Genève. Il est inscrit sur la matricule de l’Université de Bâle, du 22 juin 1581 au 30 avril 1582, sous le rectorat du médecin Theodor Zwinger l'Ancien. C’est l’époque où ses œuvres paraissent à Genève, probablement à l’initiative de Simon Goulart, pasteur et littérateur genevois, qui soutenait alors l’édition musicale dans cette ville en faisant paraître les œuvres de compositeurs protestants, ou des contrafacta écrits sur les œuvres de compositeurs connus (tels Claude Goudimel ou Orlande de Lassus. Les pièces liminaires de ses cinq livres de musique révèlent que L’Estocart était alors intégré à un milieu humaniste et calviniste, composé d’étudiants inscrits à Bâle ou à l’Académie de Genève, de poètes, de pasteurs. Il fréquente le jeune poète Jean de Sponde, inscrit à Bâle comme lui et de qui il semble avoir été proche, les fils Jean et Jacques d’Antoine de Chandieu, également inscrits à Bâle, et d’autres étudiants français convaincus de protestantisme, émigrés hors du royaume à une époque où leur religion avait une faveur changeante aux yeux du pouvoir. À Bâle où à Genève, il est en relation avec Théodore de Bèze, Théodore de Sautemont, le poète Antoine de Chandieu, le poète et médecin Joseph du Chesne, Louis de Chambrun, Léonard Constant, peut-être aussi Claude Des Masures, fils du poète Louis Des Masures.
Les dédicaces elles-mêmes, adressées à Jean Casimir du Palatinat, Guillaume-Robert de La Marck ou son frère Jean de La Marck, révèlent qu’il a pu être connu de ces nobles, défenseurs de la cause protestante, voire avoir été temporairement à leur service. Il est donc clair que L’Estocart, à cette époque, s’est rallié à la Réforme ; il est d’ailleurs un des premiers musiciens à harmoniser entièrement le Psautier de Genève, avec Claude Goudimel, Richard Crassot, Philibert Jambe de fer et Claude Le Jeune. La dédicace de ses Cent cinquante pseaumes de David à Henri de Navarre, futur Henri IV, alors chef politique et militaire du parti huguenot, est aussi un acte revendicatif de son choix. Mais, comme le notent justement Vincent Besson et Annie Cœurdevey, sa mise en musique des cent vingt-six Quatrains de Guy du Faur de Pibrac, poète catholique, dédiés au prince catholique Charles III de Lorraine, laisse entendre que ses choix artistiques restent plus ouverts que ses choix personnels. Passé cette période, on observe d’ailleurs qu’il est revenu à la foi catholique.
C’est de cette époque que date le portrait gravé sur bois, le présentant de trois quarts, la tête entourée de la mention "PASCHAL DE L'ESTOCART AAGÉ DE XLII ANS." avec sa devise Prompte & suaviter. Il figure dans les Octonaires de 1582 et dans les Pseaumes de 1583.

### Passage en Normandie, puis...?
En 1584, L’Estocart reçoit le prix de la harpe d’argent au Puy de musique d’Évreux, un concours annuel de composition placé sous le patronage de sainte Cécile. Il l’obtient avec son motet à cinq voix Ecce quam bonum et quam jucundum, une œuvre maintenant perdue.
Dans la même source, le récit du banquet donné à cette occasion précise que L’Estocart était alors membre de la chapelle de l’abbé de Valmont. De 1565 à 1582, cet abbé était Nicolas de Bréban, également doyen du chapitre de l’église collégiale des Andelys, et aumônier de la reine mère Catherine de Médicis. Il fut un mécène actif, et fut d’ailleurs “prince” du Puy de musique d’Évreux de 1582, et donateur de cette confrérie dès 1577. On ignore dans quelle mesure l’appartenance de L’Estocart à sa chapelle peut donner une quelconque indication sur l’endroit où L’Estocart vivait : Nicolas de Bréban était vers 1582 attaché à Charles de Vendôme, archevêque de Rouen, dit Charles Ier de Bourbon, tenant un rôle équivalent à celui de vicaire, donc sujet à de nombreux déplacements. En tout cas la participation de L’Estocart au puy de musique d’Évreux et son appartenance à la chapelle d’un personnage tel que Nicolas de Bréban montrent que son engagement protestant ne dura qu’un temps - comme pour beaucoup d’artistes de cette époque, qui devaient suivre les mains qui les nourrissaient.
Enfin, il est cité à la date du 13 juin 1587 dans un recueil de placets . L’Estocart demandait ainsi une place à Henri III : « De Pascal de Lestocart pour luy accorder une place de religieux lay en l’abbaye de Fremont vacquant par la mort de S... ». La requête, barrée, semble avoir été refusée. L’Estocart a alors cinquante ans et c’est la dernière trace qu’on a de lui.

## Œuvres

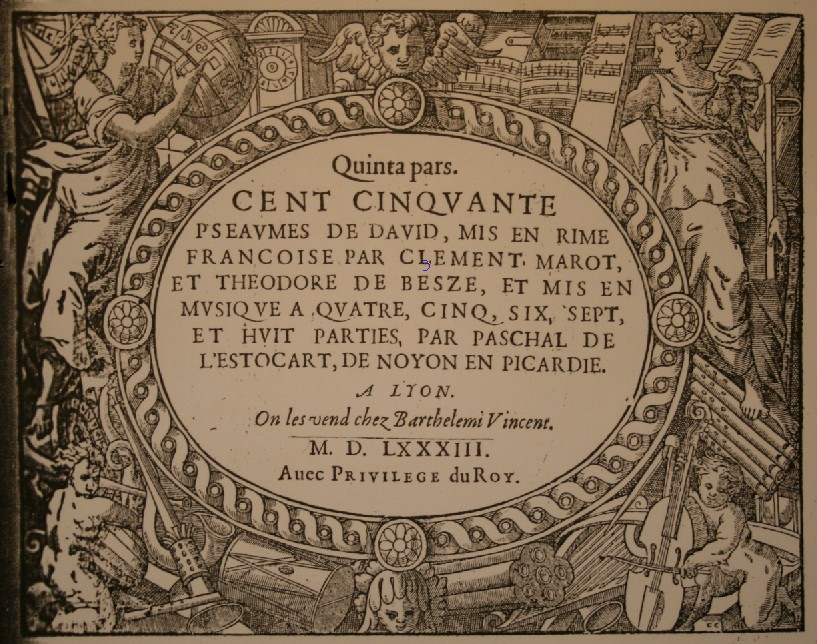
Page de titre des Psaumes de 1583.

Toute la musique connue de Paschal de L’Estocart tient dans cinq livres tous imprimés à Genève en 1582 et 1583, et ne figure dans aucune autre source. Elle est exclusivement sacrée ou spirituelle. Ces publications à la fois soutenues et soudaines montrent que L’Estocart s’était depuis longtemps adonné à la composition.
Les éditions sortent toutes des presses de Jean II de Laon à Genève, un imprimeur soigneux et bien intégré aux cercles humanistes genevois, entouré de poètes, de musiciens, de pasteurs. Il a utilisé un bel encadrement gravé qui a d’ailleurs été copié à Londres par Thomas Vautrollier, et un caractère de musique neuf utilisé seulement par lui, par Jean Le Royer et Pierre de Saint-André. Les deux libraires commanditaires des éditions, Barthélémy Vincent, fils d'Antoine II Vincent, était habitué du trafic entre Genève et le royaume, notamment via Lyon.
Toutes les éditions portent l’extrait du privilège royal de dix ans accordé le 15 septembre 1581 à L’Estocart par Henri III, pour protéger la diffusion des œuvres dans le royaume ; ce privilège s'inscrit dans la volonté royale de favoriser la culture réformée, qui avait été précédemment combattue (la Saint-Barthélémy de 1572 n’était pas si loin). Tandis qu’à Genève, le 13 octobre 1581, le libraire Claude Juge obtenait du Conseil la permission d’imprimer les œuvres de L’Estocart (Octonaires, Quatrains de Pibrac, psaumes latins et psaumes français).
- Sacrae cantiones quatuor, quinque, sex et septem vocum… liber primus. Lyon : Barthélémy Vincent, 1582 (impr. Genève : Jean II de Laon). RISM L 2071, Guillo 1991 n° Index 68.

Recueil dédié à Jean Casimir du Palatinat. Ce volume est parfois cité sous le titre de Meslange de chansons latines et françoises.
Ce volume réunit 16 chansons spirituelles, une chanson spirituelle allemande et sept motets latins. Il a été presque intégralement enregistré (voir la discographie plus bas).
Publié par Annie Cœurdevey et Vincent Besson. Turnhout : Brepols, 2004. 155 p. (collection Épitome musical).
- Premier livre des octonaires de la vanité du monde, mis en musique à trois, quatre, cinq et six parties. Lyon : Barthélémy Vincent, 1582 (impr. Genève : Jean II de Laon). RISM L 2072, Guillo 1991 n° Index 70. Portrait gravé sur bois.

Dédié à Guillaume-Robert de la Marck, duc de Bouillon, le 1er novembre 1581. Les vers des Octonaires sont de la plume d’Antoine de Chandieu. Les pièces liminaires sont signées par Jean de Sponde, Simon Goulart, Théodore de Sautemont, et le typographe Jean II de Laon.
Publié par Henry Expert dans la collection des Monuments de la musique française au temps de la Renaissance, vol. 10. Paris : M. Senart, 1929. 4°, 112 p., avec reproduction de toutes les pièces liminaires.
De cette musique, Marc Honegger disait : « La hardiesse de son écriture harmonique et les nombreux figuralismes qui interviennent dans la conduite de ses voix le désignent comme l'un des musiciens français les plus italianisés de la deuxième moitié du XVIe siècle. Mais par le caractère exclusivement spirituel de ses œuvres, la rudesse et l'austérité qui en émanent, L'Estocart reste bien dans la tradition des musiciens huguenots.
- Second livre des octonaires de la vanité du monde, mis en musique à trois, quatre, cinq et six parties. Lyon : Barthélémy Vincent, 1582 (impr. Genève : Jean II de Laon). RISM L 2073, Guillo 1991 n° Index 70.

Dédié à Jean de la Marck, frère du précédent, le 30 novembre 1581.
Les vers des Octonaires de ce second livre sont pour les douze premiers l’œuvre de Simon Goulart ; trois d’entre eux ont été publiés séparément par Goulart en 1585. Les douze derniers ont été fournis par Joseph Du Chesne, seigneur de La Violette, qui les a publiés en 1583 à Lyon.
Les pièces liminaires sont signées par Simon Goulart, Théodore de Bèze, François de L’Isle, Ph. De la Tour, E. Du Pont, Guillaume Mogne, Dominique Baudier, Léonard Constant et Jérémie Paulet, dont plusieurs sont à cette époque étudiants à Bâle ou inscrits à l’Académie de Genève. Plusieurs pièces sont transcrites dans Droz 1951 p. 315-317.
Publié par Jacques Chailley et Marc Honegger dans la Collection Henry Expert. Nouvelle série. Monuments de la musique française au temps de la Renaissance, vol. 11. Paris : Salabert, 1958. 4°, 111 p., avec reproduction de toutes les pièces liminaires.
- Cent vingt et six quatrains du sieur de Pibrac... de nouveau mis en musique à deux, trois, quatre, cinq et six parties. Lyon : Barthélémy Vincent, 1582 (impr. Genève : Jean II de Laon). RISM L 2074, Guillo 1991 n° Index 69.

Dédiés à Charles III, duc de Lorraine, avec des pièces liminaires de Simon Goulart, François de L’Isle et Jean de Laon.
Le 4 avril 1582, L’Estocart a reçu 60 écus du duc Charles III de Lorraine en remerciement de cette dédicace.
- Cent cinquante pseaumes de David mis en rime françoise par Cl. Marot et Th. de Beze mis en musique à quatre, cinq, six, sept et huit parties... Lyon, Barthélémy Vincent, ou Genève, Eustache Vignon, 1583 (impr. Genève : Jean II de Laon). RISM L 2076, Guillo 1991 n° Index 71. Même portrait gravé sur bois que dans les Octonaires.

Dédié à Henri III, roi de Navarre (futur Henri IV de France), signée de Bâle, 1er juin 1583. D’autres pièces liminaires sont signées par Jean de Sponde, Théodore de Bèze, Louis de Chambrun ou Léonard Constant, peut-être aussi Claude Des Masures, fils de Louis Des Masures. Les psaumes sont écrits sur les mélodies officielles du Psautier de Genève. À la fin des psaumes se trouve une pièce de vers : Le Pourtrait de la vraye religion en forme de dialogue. Plusieurs pièces et le pourtrait sont transcrits dans Droz 1951 p. 319-321.
Fac-similé avec un introduction de Pierre Pidoux : Kassel et Bâle : Bärenreiter, 1954. Œuvre étudiée dans Leslie 1969.
Le style de L’Estocart est puissant, très attaché à la variété et à la richesse harmoniques. Ses Octonaires constituent à eux seuls un petit laboratoire musical, où les discordances, les quintes et les sixtes augmentées et les progressions harmoniques inhabituelles sont fréquentes. L’Estocart tenait à ce que l’harmonie et la mélodie reflètent le sens du texte, faisant de lui un musicien assez italianisant, encore que son inspiration essentiellement huguenote donne à ses œuvres une gravité constante.

## Discographie
- Paschal de L’Estocart, Octonaires de la vanité du monde. Ensemble Clément Janequin, dir. D. Visse, un CD Harmonia Mundi, réf. HMA 1901110 (enr. 1983, CD 1992).
- Psaumes de la Réforme. Ensemble Claude Goudimel, dir. Christine Morel. Un CD Naxos, réf. 8.553025 (1994). Contient des pièces de Claude Goudimel, Paschal de L'Estocart et Jan Pieterszoon Sweelinck.
- Chansons et psaumes de la Réforme. Ensemble Clément Janequin. Un CD Harmonia Mundi, 2000, rééd. 2007. Pièces de Paschal de L'Estocart, Claude Le Jeune, Clément Janequin, Nicolas Vallet, Benedictus Appenzeller, Roland de Lassus, Pierre Certon, Claude Goudimel, Loys Bourgeois, Eustache Du Caurroy, Claudin de Sermisy.
- Paschal de L’Estocart. Deux cœurs aimants. Ensemble Ludus Modalis, dir. Bruno Boterf. Un CD Ramée réf. RAM 0703 (2007). Contient la presque totalité des Sacræ cantiones.
- S. Mareschal, P. de L’Estocart et divers compositeurs. Psaumes de la Réforme. Chœur d’enfants de la Maîtrise de Nîmes, dir. Vincent Recolin. Un CD K617 réf. K617170.
- Le Psaume français à l’époque de l’Édit de Nantes. Ensemble Sagittarius, dir. Michel Laplénie. Un CD Lira d’Arco, réf. LA010-3.

Ci-dessous deux vidéos disponibles sur Youtube :
- Psaume 137 Estans assis aux rives aquatiques
- Psaume 33 Resveillez-vous chacun fidèle, avec au début la mélodie officielle du Psautier de Genève.